# Groupe de NGC 5566
Le groupe de NGC 5556 comprend au moins sept galaxies situées dans la constellation de la Vierge. La distance moyenne entre ce groupe et la Voie lactée est d'environ 26,8 Mpc (∼87,4 millions d'al). 

## Distance des galaxies du groupe
Sauf pour la galaxie UGC 9215, les valeurs des distances indépendantes du décalage vers le rouge sont toutes inférieures aux distances de Hubble. La moyenne des distances indépendantes est égale à 21,4 ± 3,3 Mpc (∼69,8 millions d'al), ce qui semble indiquer que l'ensemble de ce groupe s'éloigne en direction opposée de la Voie lactée à une vitesse propre non négligeable par rapport à celle produite par l'expansion de l'Univers.

## Membres
Le tableau ci-dessous liste les six galaxies du groupe indiquées dans l'article de A.M. Garcia paru en 1993.
Sur le site « Un Atlas de l'Univers », Richard Powell mentionne aussi le groupe de NGC 5566, avec les mêmes six galaxies que celles de la liste de Garcia à laquelle il ajoute la galaxie UGC 9215. Ce groupe est également mentionné par Abraham Mahtessian, mais la galaxie NGC 5569 n'en fait étonnamment pas partie. Cependant, la galaxie UGC 9215 s'y trouve avec la désignation 1420+0157, une abréviation non conventionnelle et malheureuse pour CGCG 1420.90157.
| Nom      | Class.     | Type                  | α (J2000.0)   | δ (J2000.0) | Vitesse radiale (km/s) | m    | Distance (Mpc) | Diamètre (kal) | Distance indépendantes (Mpc) |
| -------- | ---------- | --------------------- | ------------- | ----------- | ---------------------- | ---- | -------------- | -------------- | ---------------------------- |
| NGC 5560 | SB(s)b pec | Spirale barrée        | 14h 20m 04.5s | 03° 59′ 33″ | 1729 ± 3               | 12,4 | 29,2 ± 2,1     | 66             | 18,1 ± 3,1                   |
| NGC 5566 | SB(r)a     | Spirale barrée        | 14h 20m 19.9s | 03° 56′ 01″ | 1507 ± 4               | 10,6 | 25,9 ± 1,8     | 133            | 20,1 ± 5,2                   |
| NGC 5569 | SAB(rs)cd? | Spirale intermédiaire | 14h 20m 32.1s | 03° 59′ 00″ | 1172 ± 1               | 13,2 | 29,8 ± 2,1     | 33             | 17,0 ± ?                     |
| NGC 5574 | SB0-?      | Lenticulaire          | 14h 20m 56.0s | 03° 14′ 17″ | 1583 ± 2               | 12,4 | 27,0 ± 1,9     | 36             | 24,0 ± 4,2                   |
| NGC 5576 | E3         | Elliptique            | 14h 21m 03.7s | 03° 16′ 16″ | 1506 ± 5               | 11,0 | 25,9 ± 1,8     | 70             | 21,0 ± 6,4                   |
| NGC 5577 | SA(rs)bc?  | Spirale               | 14h 21m 13.1s | 03° 26′ 09″ | 1489 ± 4               | 12,6 | 25,6 ± 1,8     | 73             | 22,6 ± 3,9                   |
| UGC 9125 | SB(s)d     | Spirale barrée        | 14h 23m 27.1s | 01° 43′ 35″ | 1397 ± 1               | 12,6 | 24,2 ± 1,7     | 63             | 26,6 ± 5,0                   |

Le site DeepskyLog permet de trouver aisément les constellations des galaxies mentionnées dans ce tableau ou si elles ne s'y trouvent pas, l'outil du site constellation permet de le faire à l'aide des coordonnées de la galaxie. Sauf indication contraire, les données proviennent du site NASA/IPAC..